# Stenochironomus anomalus
Stenochironomus anomalus är en tvåvingeart som först beskrevs av Freeman 1961.  Stenochironomus anomalus ingår i släktet Stenochironomus och familjen fjädermyggor. Inga underarter finns listade i Catalogue of Life.